# Freibrüter
|  | Dieser Artikel wurde aufgrund von formalen oder inhaltlichen Mängeln in der Qualitätssicherung Biologie zur Verbesserung eingetragen. Dies geschieht, um die Qualität der Biologie-Artikel auf ein akzeptables Niveau zu bringen. Bitte hilf mit, diesen Artikel zu verbessern! Artikel, die nicht signifikant verbessert werden, können gegebenenfalls gelöscht werden. Lies dazu auch die näheren Informationen in den Mindestanforderungen an Biologie-Artikel. |

Als Freibrüter werden in der Ornithologie solche Vogelarten bezeichnet, die ihre Nester frei anlegen, das heißt nicht in Höhlungen (Höhlenbrüter) oder in Nischen (Nischenbrüter). Doch handelt es sich nicht um einen im wissenschaftlichen Sinne systematisierenden Begriff. 
Die Nistplätze von Freibrütern können je nach Art an sehr unterschiedlichen Stellen sein. Für viele Vogelarten kommen dafür Bäume, Sträucher, Hecken, Reisighaufen, Röhricht usw. in Betracht. Als Freibrüter sind z. B. Buchfink, Dompfaff, Neuntöter, Zaunkönig, Heckenbraunelle, Singdrossel und Amsel zu nennen.
Doch können für andere freibrütende Arten wiederum Gebäude oder deren Dächer, Felswände und Gewässerinseln geeignete Niststätten bieten. Auch die sogenannten Bodenbrüter sind grundsätzlich zu den Freibrütern zu zählen.